# Arquèstrat d'Atenes
Arquestrat d'Atenes (en llatí Archestratus, en grec antic Άρχέστρατος) era un membre de la Bulé o govern d'Atenes que durant el setge de la ciutat que va seguir la batalla d'Egòspotams el 405 aC, va aconsellar acceptar els termes de la capitulació reclamats per Esparta, i com a càstig els atenencs el van enviar a la presó, segons explica Xenofont.